# Mononegavirales
Mononegavirales è un ordine di virus con genoma ad RNA a singolo filamento negativo suddiviso in quattro famiglie comprendenti un ampio numero di agenti di svariate malattie infettive degli animali, uomo compreso, e delle piante.

## Caratteristiche dei virus dell'ordineMononegavirales
Al microscopio elettronico i virioni appaiono costituiti da  un nucleocapside a simmetria elicoidale circondato da un rivestimento lipidico, sensibile all'etere, in cui sono inserite glicoproteine virali. Di dimensioni e forma varia (filamentosi, o a forma di proiettile, o sferici o pleomorfi). L'RNA virale (un'unica molecola, non segmentata) costituisce solo lo 0,5% della particella infettiva. Il genoma virale codifica per proteine strutturali e per proteine non strutturali. Il  15-25% in peso dei virioni è costituito da lipidi.

## Tassonomia
| Famiglia        | Sottofamiglia                                                                      | Genere                                                                      | specie (* specie tipo)               |
| --------------- | ---------------------------------------------------------------------------------- | --------------------------------------------------------------------------- | ------------------------------------ |
| Bornaviridae    |                                                                                    | Bornavirus                                                                  | virus della malattia di Borna*       |
| Filoviridae     |                                                                                    | Marburgvirus                                                                | Marburgvirus del Lago Vittoria*      |
| Filoviridae     | Ebolavirus                                                                         | Zaire ebolavirus*                                                           |                                      |
| Filoviridae     | Ebolavirus                                                                         | Taï Forest ebolavirus                                                       |                                      |
| Filoviridae     | Ebolavirus                                                                         | Reston ebolavirus                                                           |                                      |
| Filoviridae     | Ebolavirus                                                                         | Bundibugyo ebolavirus                                                       |                                      |
| Filoviridae     | Ebolavirus                                                                         | Sudan ebolavirus                                                            |                                      |
| Paramyxoviridae | Paramyxovirinae                                                                    | Respirovirus                                                                | Virus parainfluenzale bovino 3       |
| Paramyxoviridae | Paramyxovirinae                                                                    | Respirovirus                                                                | Virus parainfluenzale umano 1        |
| Paramyxoviridae | Paramyxovirinae                                                                    | Respirovirus                                                                | Virus parainfluenzale umano 3        |
| Paramyxoviridae | Paramyxovirinae                                                                    | Respirovirus                                                                | Sendai (virus)*                      |
| Paramyxoviridae | Paramyxovirinae                                                                    | Respirovirus                                                                | Simian virus 10                      |
| Paramyxoviridae | Paramyxovirinae                                                                    | Morbillivirus                                                               | Virus del cimurro                    |
| Paramyxoviridae | Paramyxovirinae                                                                    | Morbillivirus                                                               | Morbillivirus dei cetacei            |
| Paramyxoviridae | Paramyxovirinae                                                                    | Morbillivirus                                                               | Virus del cimurro dei delfini        |
| Paramyxoviridae | Paramyxovirinae                                                                    | Morbillivirus                                                               | Virus del morbillo*                  |
| Paramyxoviridae | Paramyxovirinae                                                                    | Morbillivirus                                                               | Virus peste-des-petits-ruminants     |
| Paramyxoviridae | Paramyxovirinae                                                                    | Morbillivirus                                                               | Virus del cimurro delle foche        |
| Paramyxoviridae | Paramyxovirinae                                                                    | Morbillivirus                                                               | Virus della peste bovina             |
| Paramyxoviridae | Paramyxovirinae                                                                    | Rubulavirus                                                                 | Virus parainfluenzale umano 2        |
| Paramyxoviridae | Paramyxovirinae                                                                    | Rubulavirus                                                                 | Virus parainfluenzale umano 4        |
| Paramyxoviridae | Paramyxovirinae                                                                    | Rubulavirus                                                                 | Virus parainfluenzale umano 4a       |
| Paramyxoviridae | Paramyxovirinae                                                                    | Rubulavirus                                                                 | Virus di Mapuera                     |
| Paramyxoviridae | Paramyxovirinae                                                                    | Rubulavirus                                                                 | Virus della parotite epidemica*      |
| Paramyxoviridae | Paramyxovirinae                                                                    | Rubulavirus                                                                 | Rubulavirus dei suini                |
| Paramyxoviridae | Paramyxovirinae                                                                    | Rubulavirus                                                                 | Simian virus 5                       |
| Paramyxoviridae | Paramyxovirinae                                                                    | Rubulavirus                                                                 | Simian virus 41                      |
| Paramyxoviridae | Paramyxovirinae                                                                    | Henipavirus                                                                 | Virus Hendra*                        |
| Paramyxoviridae | Paramyxovirinae                                                                    | Henipavirus                                                                 | Virus Nipah                          |
| Paramyxoviridae | Paramyxovirinae                                                                    | Avulavirus                                                                  | Avian paramyxovirus                  |
| Paramyxoviridae | Paramyxovirinae                                                                    | Avulavirus                                                                  | Virus della malattia di Newcastle    |
| Paramyxoviridae | Pneumovirinae                                                                      | Pneumovirus                                                                 | Virus respiratorio sinciziale umano* |
| Paramyxoviridae | Pneumovirinae                                                                      | Pneumovirus                                                                 | Virus respiratorio sinciziale bovino |
| Paramyxoviridae | Pneumovirinae                                                                      | Pneumovirus                                                                 | Virus della polmonite dei topi       |
| Paramyxoviridae | Pneumovirinae                                                                      | Metapneumovirus                                                             | Avian metapneumovirus*               |
| Paramyxoviridae | Pneumovirinae                                                                      | Metapneumovirus                                                             | Metapneumovirus umano                |
| Paramyxoviridae | Virus della famiglia Paramyxoviridae che non sono assegnati ad alcun genere        | Virus della famiglia Paramyxoviridae che non sono assegnati ad alcun genere | Paramyxovirus della tupaia           |
| Paramyxoviridae | Virus della famiglia Paramyxoviridae che non sono assegnati ad alcun genere        | Virus della famiglia Paramyxoviridae che non sono assegnati ad alcun genere | Virus Fer-de-Lance                   |
| Paramyxoviridae | Virus della famiglia Paramyxoviridae che non sono assegnati ad alcun genere        | Virus della famiglia Paramyxoviridae che non sono assegnati ad alcun genere | Virus di Menangle                    |
| Paramyxoviridae | Virus della famiglia Paramyxoviridae che non sono assegnati ad alcun genere        | Virus della famiglia Paramyxoviridae che non sono assegnati ad alcun genere | Virus di Nariva                      |
| Paramyxoviridae | Virus della famiglia Paramyxoviridae che non sono assegnati ad alcun genere        | Virus della famiglia Paramyxoviridae che non sono assegnati ad alcun genere | Virus di Tioman                      |
| Rhabdoviridae   |                                                                                    | Vesiculovirus                                                               | Virus di Carajas                     |
| Rhabdoviridae   | Virus di Chandipura                                                                | Vesiculovirus                                                               |                                      |
| Rhabdoviridae   | Virus di Cocal                                                                     | Vesiculovirus                                                               |                                      |
| Rhabdoviridae   | Virus di Isfahan                                                                   | Vesiculovirus                                                               |                                      |
| Rhabdoviridae   | Virus di Maraba                                                                    | Vesiculovirus                                                               |                                      |
| Rhabdoviridae   | Virus di Piry                                                                      | Vesiculovirus                                                               |                                      |
| Rhabdoviridae   | Virus della stomatite vescicolare                                                  | Vesiculovirus                                                               |                                      |
| Rhabdoviridae   | Virus della stomatite vescicolare dell'Indiana*                                    | Vesiculovirus                                                               |                                      |
| Rhabdoviridae   | Virus della stomatite vescicolare del New Jersey                                   | Vesiculovirus                                                               |                                      |
| Rhabdoviridae   | Lyssavirus                                                                         | Lyssavirus del pipistrello australiano                                      |                                      |
| Rhabdoviridae   | Lyssavirus                                                                         | Virus di Duvenhage                                                          |                                      |
| Rhabdoviridae   | Lyssavirus                                                                         | Lyssavirus del pipistrello europeo                                          |                                      |
| Rhabdoviridae   | Lyssavirus                                                                         | Virus del pipistrello di Lagos                                              |                                      |
| Rhabdoviridae   | Lyssavirus                                                                         | Virus di Mokola                                                             |                                      |
| Rhabdoviridae   | Lyssavirus                                                                         | Virus della rabbia*                                                         |                                      |
| Rhabdoviridae   | Ephemerovirus                                                                      | Virus del fiume Adelaide                                                    |                                      |
| Rhabdoviridae   | Ephemerovirus                                                                      | Virus di Berrimah                                                           |                                      |
| Rhabdoviridae   | Ephemerovirus                                                                      | Virus della febbre effimera dei bovini*                                     |                                      |
| Rhabdoviridae   | Novirhabdovirus                                                                    | Rhabdovirus di Hirame                                                       |                                      |
| Rhabdoviridae   | Novirhabdovirus                                                                    | Virus della necrosi ematopoietica infettiva                                 |                                      |
| Rhabdoviridae   | Novirhabdovirus                                                                    | Virus della setticemia emorragica virale                                    |                                      |
| Rhabdoviridae   | Novirhabdovirus                                                                    | Rhabdovirus a testa di serpente                                             |                                      |
| Rhabdoviridae   | Cytorhabdovirus                                                                    | Virus del mosaico giallo dell'orzo                                          |                                      |
| Rhabdoviridae   | Cytorhabdovirus                                                                    | Virus del giallume necrotico dei broccoli                                   |                                      |
| Rhabdoviridae   | Cytorhabdovirus                                                                    | Virus della striatura fogliare della festuca                                |                                      |
| Rhabdoviridae   | Cytorhabdovirus                                                                    | Virus del giallume necrotico della lattuga*                                 |                                      |
| Rhabdoviridae   | Cytorhabdovirus                                                                    | Virus del mosaico dei cereali settentrionale                                |                                      |
| Rhabdoviridae   | Cytorhabdovirus                                                                    | Sonchus virus                                                               |                                      |
| Rhabdoviridae   | Cytorhabdovirus                                                                    | Virus dell'increspamento della fragola                                      |                                      |
| Rhabdoviridae   | Cytorhabdovirus                                                                    | Virus del mosaico striato del grano americano                               |                                      |
| Rhabdoviridae   | Nucleorhabdovirus                                                                  | Virus delle venature gialle della datura                                    |                                      |
| Rhabdoviridae   | Nucleorhabdovirus                                                                  | Virus del nanismo maculato della melanzana                                  |                                      |
| Rhabdoviridae   | Nucleorhabdovirus                                                                  | Virus del mosaico del mais                                                  |                                      |
| Rhabdoviridae   | Nucleorhabdovirus                                                                  | Virus del nanismo giallo della patata*                                      |                                      |
| Rhabdoviridae   | Nucleorhabdovirus                                                                  | Virus del rachitismo giallo del riso                                        |                                      |
| Rhabdoviridae   | Nucleorhabdovirus                                                                  | Sonchus yellow net virus                                                    |                                      |
| Rhabdoviridae   | Nucleorhabdovirus                                                                  | Virus delle venature gialle del grespino                                    |                                      |
| Rhabdoviridae   | Numerosi virus della famiglia Rhabdoviridae che non sono assegnati ad alcun genere |                                                                             |                                      |